# Giurgeni, Ialomița
Giurgeni este o comună în județul Ialomița, Muntenia, România, formată numai din satul de reședință cu același nume.

## Așezare
Comuna se întinde pe mare parte din extremitatea estică a județului, pe malul stâng al Dunării, pe teritoriul ei brațul Borcea reunindu-se cu Dunărea. Este străbătută de șoseaua națională DN2A, care leagă Slobozia de Constanța, aici aflându-se podul rutier peste Dunăre ce duce spre orașul Hârșova din județul Constanța. Lângă Giurgeni, din acest drum se ramifică șoseaua națională DN3B care duce spre sud la Fetești, și șoseaua județeană DJ213 care duce spre nord la Gura Ialomiței.

## Demografie
Componența etnică a comunei Giurgeni
     Români (95,67%)
     Alte etnii (4,33%)
Componența confesională a comunei Giurgeni
     Ortodocși (95,42%)
     Alte religii (4,58%)
Conform recensământului efectuat în 2021, populația comunei Giurgeni se ridică la 1.223 de locuitori, în scădere față de recensământul anterior din 2011, când fuseseră înregistrați 1.507 locuitori. Majoritatea locuitorilor sunt români (95,67%). Din punct de vedere confesional, majoritatea locuitorilor sunt ortodocși (95,42%).

## Politică și administrație
Comuna Giurgeni este administrată de un primar și un consiliu local compus din 9 consilieri. Primarul, Valere Dinu[*], de la Partidul Social Democrat, este în funcție din 1996. Începând cu alegerile locale din 2024, consiliul local are următoarea componență pe partide politice:
|  | Partid                    | Consilieri | Componența Consiliului | Componența Consiliului | Componența Consiliului | Componența Consiliului | Componența Consiliului | Componența Consiliului |
|  | ------------------------- | ---------- | ---------------------- | ---------------------- | ---------------------- | ---------------------- | ---------------------- | ---------------------- |
|  | Partidul Social Democrat  | 6          |                        |                        |                        |                        |                        |                        |
|  | Partidul Național Liberal | 2          |                        |                        |                        |                        |                        |                        |
|  | Alianța Dreapta Unită     | 1          |                        |                        |                        |                        |                        |                        |

## Istorie
La sfârșitul secolului al XIX-lea, comuna făcea parte din plasa Ialomița-Balta a județului Ialomița și avea în compunere satul Giurgeni și cătunele Ostrovu-Constantin și Strâmbu, având în total o populație de 925 de locuitori. În comună funcționau două școli mixte cu 24 de elevi și o biserică. La acea vreme, pe teritoriul actual al comunei mai funcționa în aceeași plasă și comuna Piua Petrii, cu satele Piua Petrii și Brăilița, având o populație de 1528 de locuitori. Și acolo funcționau două școli și o biserică. Anuarul Socec din 1925 consemnează comuna Giurgeni cu 877 de locuitori în unicul său sat, în plasa Țăndărei a aceluiași județ, și comuna Piua Petrii în aceeași plasă și în aceeași componență, cu 1737 de locuitori.
În 1950 comunele Giurgeni și Piua Petrii au trecut în administrarea raionului Fetești din regiunea Ialomița, apoi (după 1952) din regiunea Constanța și după 1956 din regiunea București. În 1968 cele două comune au revenit la județul Ialomița, reînființat, iar comuna Piua Petrii a fost desființată și inclusă în comuna Giurgeni, care avea atunci în compunere satele Giurgeni, Piua Petrii și Răchitoasa. În anii Republicii Populare Române a existat aici o colonie de muncă forțată, Luciu-Giurgeni.
În urma inundațiilor din 1970, satele Piua Petrii și Răchitoasa, au fost desființate în 1977, după ce locuitorii le-au părăsit.

## Monumente istorice
Pe teritoriul comunei Giurgeni se află situl arheologic de interes național din punctul „la Mănăstire”, unde se pot găsi urmele Orașului de Floci, așezare urbană medievală dispărută. În afara acestuia, singurul obiectiv din comună inclus în lista monumentelor istorice din județul Ialomița ca monument de interes local este tot un sit arheologic: așezarea geto-dacică (secolele al III-lea–al IV-lea e.n.) din punctul „la Mozacu”.

## Legături externe
Materiale media legate de Giurgeni la Wikimedia Commons